# NothingOS
NothingOS est une interface utilisateur développée par Nothing Technology Limited pour les appareils Nothing et CMF exécutant Android. Son objectif est de rendre l'expérience de l'utilisateur minimaliste et fluide, via une interface monochrome et épurée accompagnée de fonctionnalités exclusives.
Elle est également utilisée pour faire fonctionner le système "Glyph" sur les smartphones dotés de cette interface, en permettant aux lumières du téléphone d’interagir avec l’utilisateur et le contenu de l'appareil.
Elle est initialement développée pour le Nothing Phone(1). 

## Historique
Le développement de Nothing OS s'inscrit dans la stratégie de Nothing visant à proposer une alternative distincte et minimaliste à l'expérience Android traditionnelle, en accord avec l'identité visuelle épurée des produits Nothing.
La première version de Nothing OS a été lancée en juillet 2022, en même temps que le Nothing Phone (1), premier smartphone de la marque. Basé sur Android, Nothing OS propose une interface utilisateur simplifiée, une esthétique monochrome, et des animations fluides. L’objectif annoncé était de réduire les applications préinstallées au strict minimum et d’optimiser les performances tout en offrant une expérience utilisateur cohérente avec l’écosystème de la marque.
En juillet 2023, avec la sortie du Nothing Phone (2), Nothing OS 2.0 a été introduit. Cette version apportait des améliorations en matière de personnalisation, notamment la possibilité de créer des widgets personnalisés pour l'écran d'accueil et l’écran de verrouillage, renforçant l’aspect modulaire de l’interface. 
La version Nothing OS 2.5, basée sur Android 14, a été déployée en décembre 2023, introduisant de nouvelles fonctionnalités comme un mode de jeu optimisé, une meilleure gestion de la batterie, ainsi qu’un élargissement des options de personnalisation. La version a également été rendue disponible pour le Phone (1), marquant l’engagement de la marque à maintenir ses anciens modèles à jour.
Nothing OS continue d’évoluer parallèlement au développement de nouveaux produits matériels de la marque.

## Fonctionnalités

### Écran d'accueil
L’écran d’accueil de Nothing OS se caractérise par un design minimaliste et monochrome, axé sur la simplicité visuelle. Il intègre des widgets personnalisables et des options de configuration qui permettent à l’utilisateur d’adapter certains aspects de l’interface. Celle-ci peut évoluer en fonction de l’usage, en mettant en avant les éléments les plus fréquemment utilisés. Les icônes sont uniformes et en noir et blanc, et l’ensemble privilégie la clarté et la cohérence graphique, dans une approche dépouillée. L’utilisateur peut également choisir d’afficher les icônes classiques d’Android (colorés) à la place de celles proposées par défaut.

### Centre de contrôle
Le centre de contrôle de Nothing OS adopte un style épuré et fonctionnel, avec de larges boutons arrondis, des animations fluides et une hiérarchie visuelle claire dans sa version actuelle. Il change de disposition régulièrement.

### Tiroir d'applications
Le tiroir d'applications est une fonctionnalité native d'Android permettant d'afficher l'ensemble des applications installées sur un appareil dans une interface dédiée. Sous NothingOS, l'utilisateur peut choisir de conserver cette présentation sous sa forme standard, sans classement particulier, ou d'activer une organisation automatique en dossiers, effectuée par le système à l'aide de l'intelligence artificielle.

### Essential Space
L’Essential Space est une fonctionnalité introduite avec Nothing OS 3.1 sur les Nothing Phone (3a) et (3a) Pro. Il s’agit d’un espace intelligent alimenté par l'IA, conçu pour faciliter la capture, l’organisation et la recherche de notes, captures d'écran et mémos vocaux. L’utilisateur peut y accéder rapidement via une touche dédiée.

### Services Google (Android)
NothingOS inclut par défaut l'ensemble des services Google et des applications Android (Excepté les applications Météo et Caméra qui sont toutes les deux développées par Nothing),

## Critiques
Nothing OS est critiqué concernant la présence occasionnelle de bugs après certaines mises à jour, ainsi qu'une optimisation inégale de certaines applications, notamment l'appareil photo. 
Le système est également jugé limité en termes de personnalisation et de fonctionnalités avancées par rapport à d'autres surcouches Android. L’écosystème encore restreint et l’exploitation limitée du système Glyph sont également relevés. Enfin, certains utilisateurs pointent un rythme de mises à jour irrégulier.

## Historique des versions
| Version                | Nouveautés/améliorations |
| ---------------------- | --- |
| Nothing OS 1.0         | Le 23 mars 2022, lors de la présentation de son tout premier smartphone, Nothing annonce Nothing OS, son système d'exploitation basé sur Android. |
| Nothing OS 1.1.8       | Cette version a été publiée le 19 janvier 2023, apportant les correctifs de sécurité Android de janvier 2023. |
| Nothing OS 1.5 (Beta1) | La version a été initialement publiée le 16 décembre 2022, basée sur Android 13. Elle a reçu une deuxième mise à jour bêta le 13 janvier 2023, suivie de correctifs le 18 janvier pour améliorer les performances et l'interface Glyph. Le déploiement public a débuté le 16 février 2023 sous le nom de Nothing OS 1.5.2. Cette mise à jour a introduit une nouvelle application météo ainsi que diverses améliorations, notamment des optimisations de performance et des fonctionnalités issues d’Android 13, comme le nouveau lecteur de QR codes. Le système a été officiellement annoncé le 22 février 2023 par un communiqué de presse de Nothing. |
| Nothing OS 1.5.3       | Cette version est publiée 14 mars 2023, apportant la prise en charge de Nothing Ear 2, des correctifs de février 2023 et plus de fonctionnalités. |
| Nothing OS 1.5.4       | Publiée le 5 mai 2023, cette version introduit trois nouvelles fonctionnalités. Les utilisateurs peuvent désormais envoyer des retours directement à Nothing concernant leur expérience logicielle depuis leur téléphone. La fonction Bluetooth dans les paramètres rapides permet un accès simplifié aux appareils couplés. Par ailleurs, l’application Appareil photo permet désormais de scanner les codes QR UPI pour effectuer des paiements instantanément. Cette mise à jour inclut également des améliorations du système et des corrections de bugs.                                                                                             |
| Nothing OS 2.0         | Sortie le 28 août 2023, cette version apporte plusieurs nouveautés, dont un pack d'icônes monochromes et une mise à jour de l'interface Glyph vers la version 2. Parmi les nouvelles fonctionnalités, Glyph Torch permet d'utiliser le système Glyph comme lampe de poche, tandis que Essential Notifications offre la possibilité à certaines applications ou contacts d'afficher des notifications persistantes. |
| Nothing OS 3.0         | Cette version est publiée le 19 décembre 2024 et est basée sur Android 15. Les nouvelles fonctionnalités incluent des widgets partagés, l'application Nothing Gallery et des paramètres rapides améliorés. Elle est livrée avec le Phone 3a/3a Pro. |

## Liste des appareils
| Appareils         | Version originale            | Version actuelle             | Références |
| ----------------- | ---------------------------- | ---------------------------- | ---------- |
| Phone(1)          | NothingOS 1.0 ( Android 12 ) | NothingOS 3.0 ( Android 15 ) | [ 11 ]     |
| Phone(2)          | NothingOS 2.0 ( Android 13 ) | NothingOS 3.0 ( Android 15 ) | [ 12 ]     |
| Phone 2a          | NothingOS 2.5 ( Android 14 ) | NothingOS 3.0 ( Android 15 ) | [ 12 ]     |
| Phone 2a Plus     | NothingOS 2.6 ( Android 14 ) | NothingOS 3.0 ( Android 15 ) | [ 13 ]     |
| Phone 3a / 3a Pro | NothingOS 3.0 ( Android 15 ) | NothingOS 3.0 ( Android 15 ) | [ 14 ]     |

| Appareil      | Version originale            | Version actuelle             | Références |
| ------------- | ---------------------------- | ---------------------------- | ---------- |
| CMF Phone (1) | NothingOS 2.6 ( Android 14 ) | NothingOS 3.0 ( Android 15 ) | [ 15 ]     |